# Eudasyphora cyanella
Espèce
Eudasyphora cyanella est une espèce de diptères de la famille des Muscidae.